# Isaac Rand
Isaac Rand (* 1674; † Mai 1743 in Westminster) war ein englischer Apotheker und Botaniker. Sein offizielles botanisches Autorenkürzel lautet „Rand“.

## Leben und Wirken
Isaac Rand war vermutlich der Sohn des Londoner Apothekers James Rand. Er besaß eine Apotheke am Londoner Haymarket.
Als Botaniker trat er zum ersten Mal in Erscheinung, als ihn Leonard Plukenet in seinem 1700 erschienenen Werk Almagesti botanici mantissa als Entdecker einer Pflanze aus der Londoner Umgebung erwähnte. Bereits am 22. Februar 1704 schlug ihn Hans Sloane für eine Aufnahme in die Royal Society vor. Seine Aufnahme erfolgte jedoch erst am 5. November 1719.
1707 pachteten er, James Petiver, Joseph Miller († 1748) und andere das Gelände des Chelsea Physic Garden, um die Arbeit der Londoner Apothekergesellschaft zu unterstützen. Nach dem Tod von James Petiver wurde er zum Demonstrator des Gartens ernannt. Diese Funktion übte er bis 1738 aus. Zu seinen Pflichten gehörte dabei die alljährliche Vorlage eines Kataloges mit 50 Pflanzen, die im Chelsea Physic Garden wuchsen. Diese Pflanzenkataloge erschienen regelmäßig in den Philosophical Transactions. Als Hans Sloane 1722 einen Teil seines Grundstückes für die Erweiterung des Chelsea Physic Garden zur Verfügung stellte, hatte er diese jährlichen Kataloge zur Bedingung gemacht. Seit dieser Zeit war dort auch Philip Miller als Gärtner beschäftigt.
1724 wurde Rand der erste Praefectus Horti des Chelsea Physic Garden. In seinem Index plantarum officinalium Horti Chelseiani von 1730 beschrieb er die medizinische Nutzung von 518 Pflanzen des Gartens. In seine Zeit als Gartendirektor fällt auch der Besuch des Gartens durch Carl von Linné 1736 und die Unterstützung von Elizabeth Blackwell, als diese dort die Zeichnungen für A Curious Herbal anfertigte.
Isaac Rand starb im Mai 1743 in der Gemeinde St. James in Westminster.

## Ehrungen
William Houstoun benannte ihm zu Ehren die Gattung Randia der Pflanzenfamilie der Rötegewächse (Rubiaceae). Carl von Linné übernahm später diesen Namen.

## Schriften
- Index plantarum officinalium: quas ad materiae medicae scientiam promovendam in Horto Chelseiano ali ac demonstrati curavit Societas Pharmaceutica Londinensis. London 1730 (online).
- Horti Medici Chelseiani index compendiarius : exhibens nomina plantarum quas ad rei herbariae praecipue Materiae Medicae scientiam promovendam ali curavit Societas Pharmacopoeorum Londinensium. London 1739 (online).

## Nachweise

## Weiterführende Literatur
- Penelope Hunting: Isaac Rand and the Apothecaries Physic Garden at Chelsea. In: Garden History. Band 30, Nr. 1, 2002, S. 1–23 (JSTOR).
- Ruth Stungo: Rand, Isaac (1674–1743). In: Henry Colin Gray Matthew, Brian Harrison (Hrsg.): Oxford Dictionary of National Biography, from the earliest times to the year 2000 (ODNB).  Oxford University Press, Oxford 2004, ISBN 0-19-861411-X; doi:10.1093/ref:odnb/23108 (Lizenz erforderlich), Stand: Mai 2010 (nicht eingesehen).